# Long Island (Schiff)
Die USS Long Island war der erste amerikanische Geleitflugzeugträger und diente später als Passagier-, Schul- und Wohnschiff.

## Geschichte

### Bau als Frachtschiff
Das Schiff wurde ursprünglich im Auftrag der Reederei Moore-McCormack Lines als Frachtschiff in Auftrag gegeben und von Diane B. Holt, der Tochter des Vizepräsidenten der Reederei, auf den Namen Mormacmail getauft. Die Mormacmail zählte zur Baureihe C3-S-A1 und wurde im Rahmen des Long Range Shipbuilding Program der United States Maritime Commission (MARCOM) gebaut.

### Flugzeugträger
Am 6. März 1941 übernahm die US Navy den Frachter und ließ ihn bei der Werft Newport News Shipbuilding and Drydock Company in Newport News zum Flugzeugträger umbauen. Zunächst wurde die Bezeichnung APV-1 (Transport and Aircraft Ferry), bei der Indienststellung AVG-1 (Escort Carrier, Auxiliary) verwendet. Er wurde am 2. Juni 1941 in Dienst gestellt und dem Kommando von Donald B. Duncan übergeben. Vor Kriegseintritt der USA wurden auf dem Träger die Möglichkeiten dieses Schiffstyps erprobt, und wichtige Ergebnisse flossen in das Design der späteren Klassen von Geleitflugzeugträgern ein.
Nach dem japanischen Angriff auf Pearl Harbor wurde die Long Island in den Pazifik verlegt und versorgte dort die Trägerflotte von Admiral Chester Nimitz nach der Schlacht um Midway. Bereits im Dezember 1941 wurde die Scouting 201-Staffel (VS-201) mit 17 Curtiss SOC und sieben Brewster F2A auf dem Schiff stationiert. Im Sommer 1942 wurde VS-201 durch die Staffel VGS-1 ersetzt, die mit den gleichen Flugzeugtypen ausgerüstet war.
Nach einer kurzen Zwischenphase, in der erneut Piloten ausgebildet wurden, nahm die Long Island am Kampf um Guadalcanal teil. Ab dem 13. August 1942 nahmen ihre Trägerflugzeuge an den Kampfhandlungen teil und unterstützten die Marines im Kampf gegen die japanischen Verteidiger. Flugzeuge der Long Island waren die ersten, die auf dem Henderson Field, einem eroberten Flugplatz auf Guadalcanal, landeten. Am 20. August 1942 erfolgte eine Umklassifizierung zum Auxiliary Aircraft Carrier mit der Bezeichnung ACV-1. Die Flugzeuge waren meist Jäger vom Typ Grumman F4F oder Douglas-TBD-Torpedobomber; sie spielten eine wichtige Rolle in vielen bekannten Schlachten.
Danach war das Schiff ein Jahr lang erneut vor San Diego für die Ausbildung von Trägerpiloten verantwortlich. Am 15. Juli 1943 wurde erneut eine Umklassifizierung zum CVE-1 (Escort Aircraft Carrier) vorgenommen. In den Jahren 1944 bis 1945 versorgte die Long Island kleinere Außenposten im Pazifik mit Flugzeugen und Nachschub. Nach dem Sieg über Japan nahm sie an der Operation Magic Carpet teil, der Rückführung von Truppen in die Vereinigten Staaten.

### Passagierschiff
Am 12. April 1946 wurde die Long Island aus der Marineschiffsliste gestrichen und am 24. April 1947 zur Verschrottung an die Stahlfirma Zidell Ship Dismantling Company in Portland (Oregon), verkauft. Am 12. März 1948 veräußerte Zidell den Träger an die Reederei Canada-Europe Line, woraufhin das Schiff auf der Werft Albina Engineering & Machine Works in Portland zum Passagierschiff Nelly umgebaut wurde. Einige Zeit lang beförderte der einstige Träger Immigranten von Bremerhaven nach Melbourne und nach einem weiteren Umbau ab 1953 in die USA und nach Kanada. Vereinzelt unternahm die Nelly aber auch Reisen in andere Gebiete, wie beispielsweise nach Neuseeland.
Sie wurde 1953 an die University of the Seven Seas verkauft und diente dann zwölf Jahre lang als Schulschiff Seven Seas, bis am 18. Juli 1965 auf einer Atlantiküberfahrt ein Feuer an Bord ausbrach. Die Reparaturen dauerten bis zum Juni 1966 und im September desselben Jahres wurde das Schiff an die Erasmus-Universität Rotterdam verkauft, die das Schiff als Wohnschiff nutzte. Zuletzt diente die Seven Seas als Unterkunft für Werftarbeiter, bis sie schließlich ab 4. Mai 1977 in Gent verschrottet wurde.

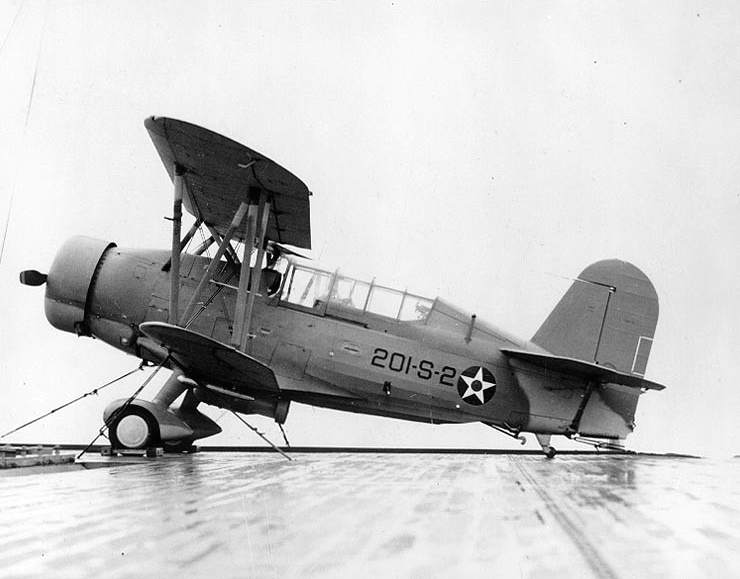
Eine Curtiss SOC-3A Seagull der Scouting Squadron VS-201 im Dezember 1941 auf dem Deck der Long Island
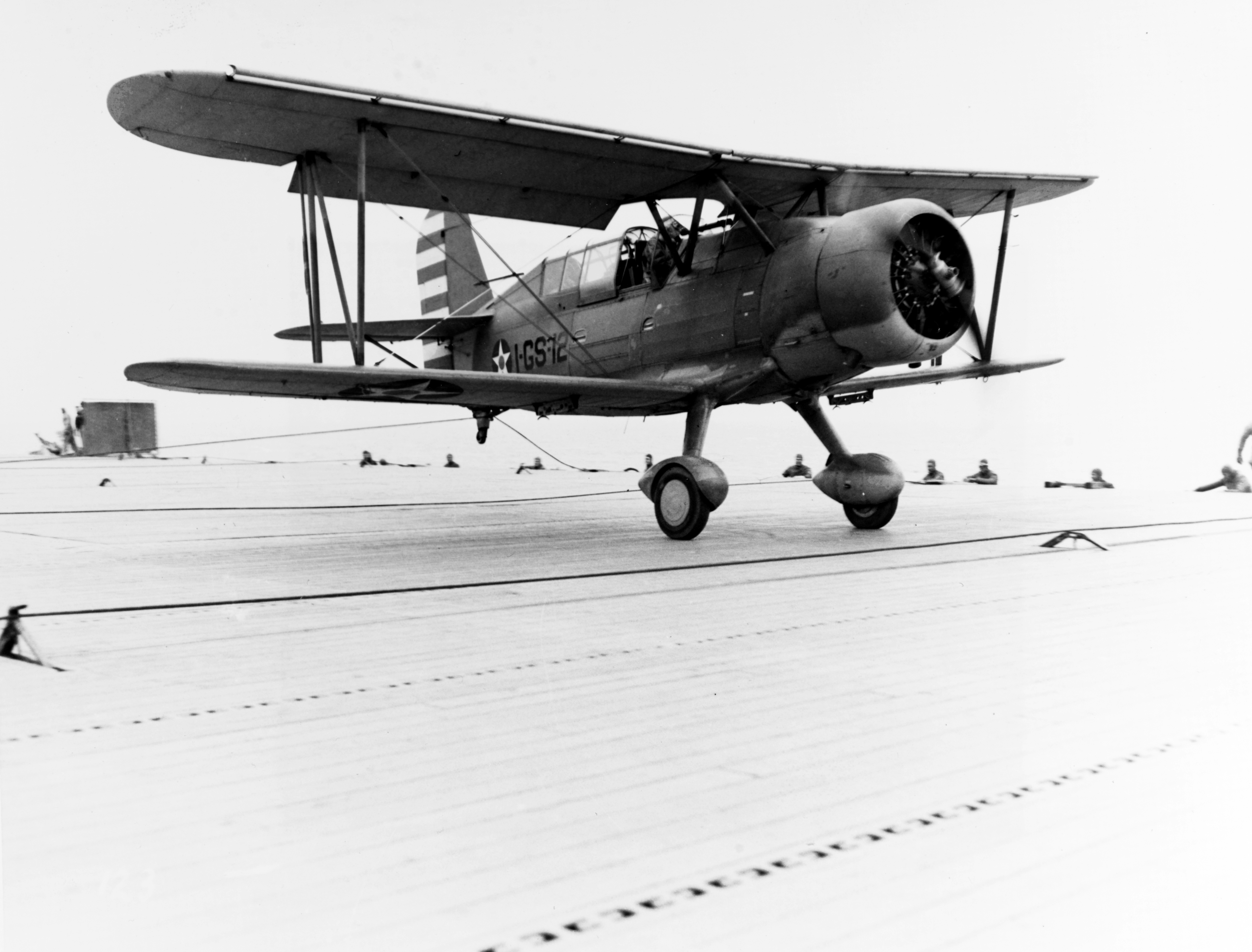
Landung einer Curtiss SOC der VGS-1 auf der Long Island im April 1942
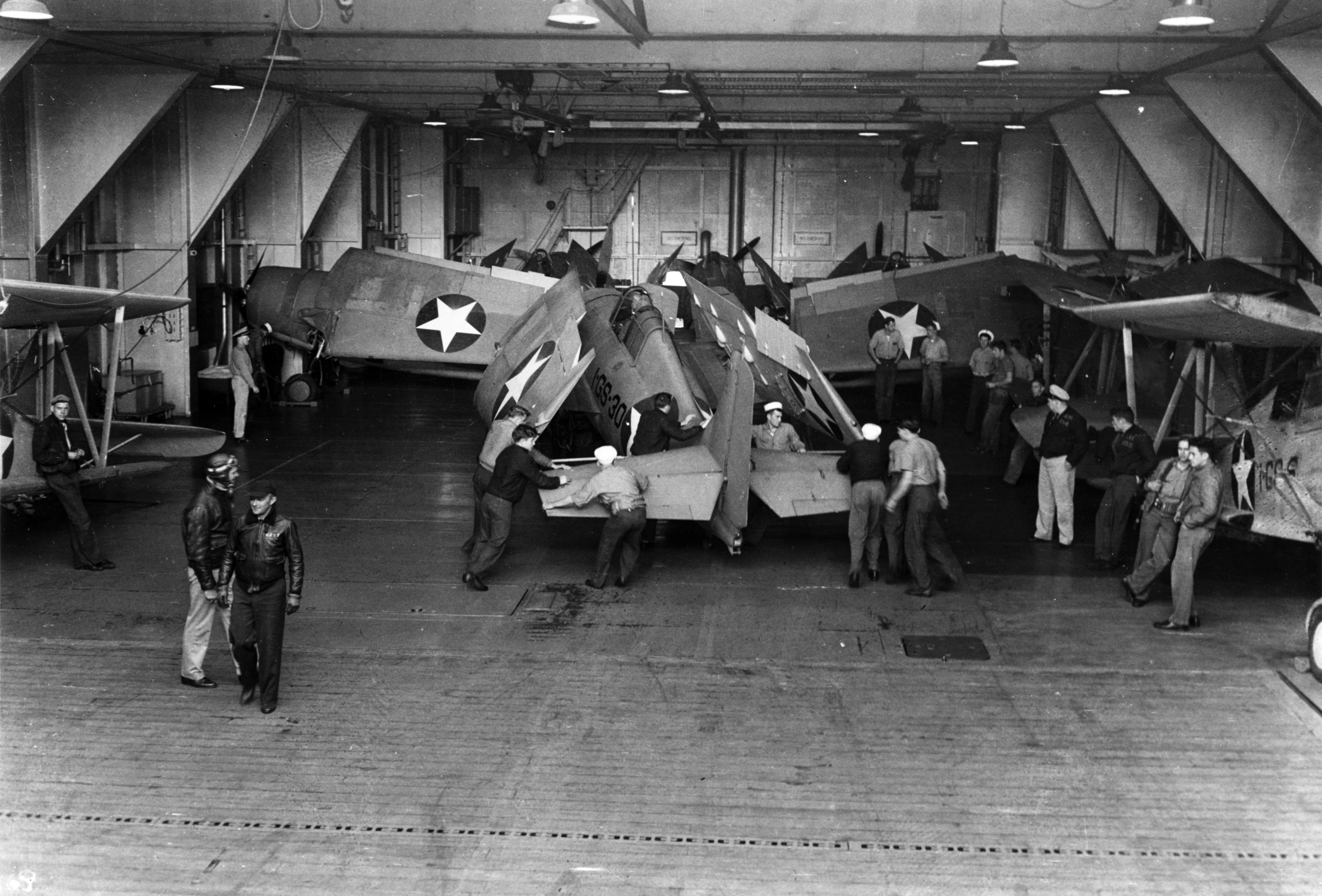
Grumman F4F-4 Wildcat und Curtiss SOC der VGS-1 im Hangar der Long Island im Juni 1942